# Brownlowia havilandii
Brownlowia havilandii là một loài thực vật có hoa trong họ Cẩm quỳ. Loài này được Stapf mô tả khoa học đầu tiên năm 1909.